# Kevin Tumba
Kevin Tumba, né le 23 février 1991 à Lubumbashi alors au Zaïre, est un joueur international belge de basket-ball. Avec ses 2,06 m (6′ 9″) il évolue principalement au poste de pivot.

## Biographie

### Carrière de joueur
En janvier 2017, Tumba signe avec le CB Murcie, un club de première division espagnole. Son contrat court jusqu'à la fin de la saison.
Le 14 décembre 2021 Tumba s'engage avec FOS Provence pour une durée déterminée de 3 mois.
Alors qu'il est libre depuis son départ de France, Tumba signe à Ionikos Nikaias en Grèce jusqu'à la fin de la saison 2021-2022.
En juin 2022 Tumba rentre en Belgique pour rejoindre le Circus Brussels en BNXT League. Il signe un contrat de 3 saisons. Il active sa clause de sorti et quitte le Brussels  le 23 décembre 2022.
En décembre 2022, il s'engage avec Liege Basket en BNXT League. En novembre 2023, il est élu joueur du mois avec 10.3 PTS, 11.5 REB, 2.1 BS et 24.3 EFF.
Il fait partie de l'équipe de Liège qui atteint la 3e place lors du Final Four de l'European North League à Aarhus en avril 2024 en étant capitaine de l'équipe après la blessure de Brieuc Lemaire. C'est la deuxième médaille au niveau européen qu'il remporte après la médaille de bronze remportée avec Ucam Murcia lors du Final Four de Champions League à Athènes en 2018. À la fin de la saison 2023-2024, il fait partie des trois nommés pour le prix du Joueur de l'année et Défenseur de l'année pour la BNXT.

#### Vie privée
Très engagé dans la lutte contre le racisme, en mai 2023, il crée l'ASBL Eshima, une association qui lutte contre le racisme et la discrimination dans le sport.
Il est le fondateur de la gamme de skincare naturel destiné aux hommes Au Masculin.